# 牛尿港
牛尿港，今又稱為成龍，是臺灣雲林縣口湖鄉的一個傳統地域名稱，位於該鄉西部略偏南。相較於今日行政區，其範圍大致包括成龍村不含南端、台子村不含北部及南端。

## 歷史
臺灣日治初期，牛尿港地區為一（舊制）街庄，稱為「牛尿港庄」，隸屬於尖山堡。該庄北與新港庄、蚵藔庄為鄰，東邊及南邊為下湖口庄鄰，西邊臨臺灣海峽。
1901年（日治明治三十四年）11月，全臺廢縣廳改設二十廳，該庄隸屬於斗六廳。1903年（明治三十六年）6月，該庄編入「新港區」，隸屬於斗六廳。1909年（明治四十二年）10月，合併二十廳為十二廳，新港區改隸屬於嘉義廳。1920年（大正九年），全臺地方制度大改正，廢十二廳改設五州二廳，該庄改制為「牛尿港」大字，隸屬於臺南州北港郡口湖庄（新制街庄）。
戰後口湖庄改制為口湖鄉，隸屬於臺南縣，大字亦改制為村。1950年10月，雲、嘉、南分治，口湖鄉改隸屬雲林縣。

## 聚落
本地區發展較早的聚落有牛尿港（成龍）、蚶仔藔、鮐仔挖（台子）等，在日治期初期的官方地圖上已有記載。

## 交通
省道台17線又稱「西部濱海公路」，是臺中市清水區甲南至屏東縣枋寮鄉水底寮的幹道，經過本地區牛尿港（成龍）聚落。由該道路向西北可前往四湖鄉西部、臺西鄉、東勢鄉西北端、麥寮鄉等地；向東南可前往嘉義縣東石鄉、布袋鎮、臺南市北門區、將軍區等地。
省道台61線又稱「西部濱海快速公路」，目前通車路段北起新北市八里區臺北港，南至臺南市七股區九塊厝，以高架道路型式跨於省道台17線上方經過本地區。本地區向北可經由省道台17線、口湖交流道進入台61線；向南可經由省道台17線、水井交流道進入台61線；由此等可快速前往台灣西部沿海各地。
鄉道雲131線是三條崙至成龍的道路，其南側端點（終點）位於本地區東部牛尿港（成龍）聚落的鄉道雲144線終點路口（成龍村抽水站西北方三叉路口）。由此向北北東可前往蚵寮、口湖、下崙、萡子寮、三條崙，並止於縣道160號路口。
鄉道雲144線是金湖至成龍的道路，其東側端點（終點）位於本地區東部牛尿港（成龍）聚落的鄉道雲131線終點路口（成龍村抽水站西北方三叉路口）。由此向西蜿蜒而行，可前往蚶子寮聚落，繞行該聚落後向北北東，至省道台17線路口，繞行轉西南西，可前往台子聚落，至該聚落轉北北東，可前往新港，並止於新港（金湖）聚落北郊的省道台17線南下車道路口。

## 學校
- 成龍國小
- 台興國小

## 公務機構
- 台子村漁港安檢所

## 產業
- 台子村漁港